# Alexander Pick

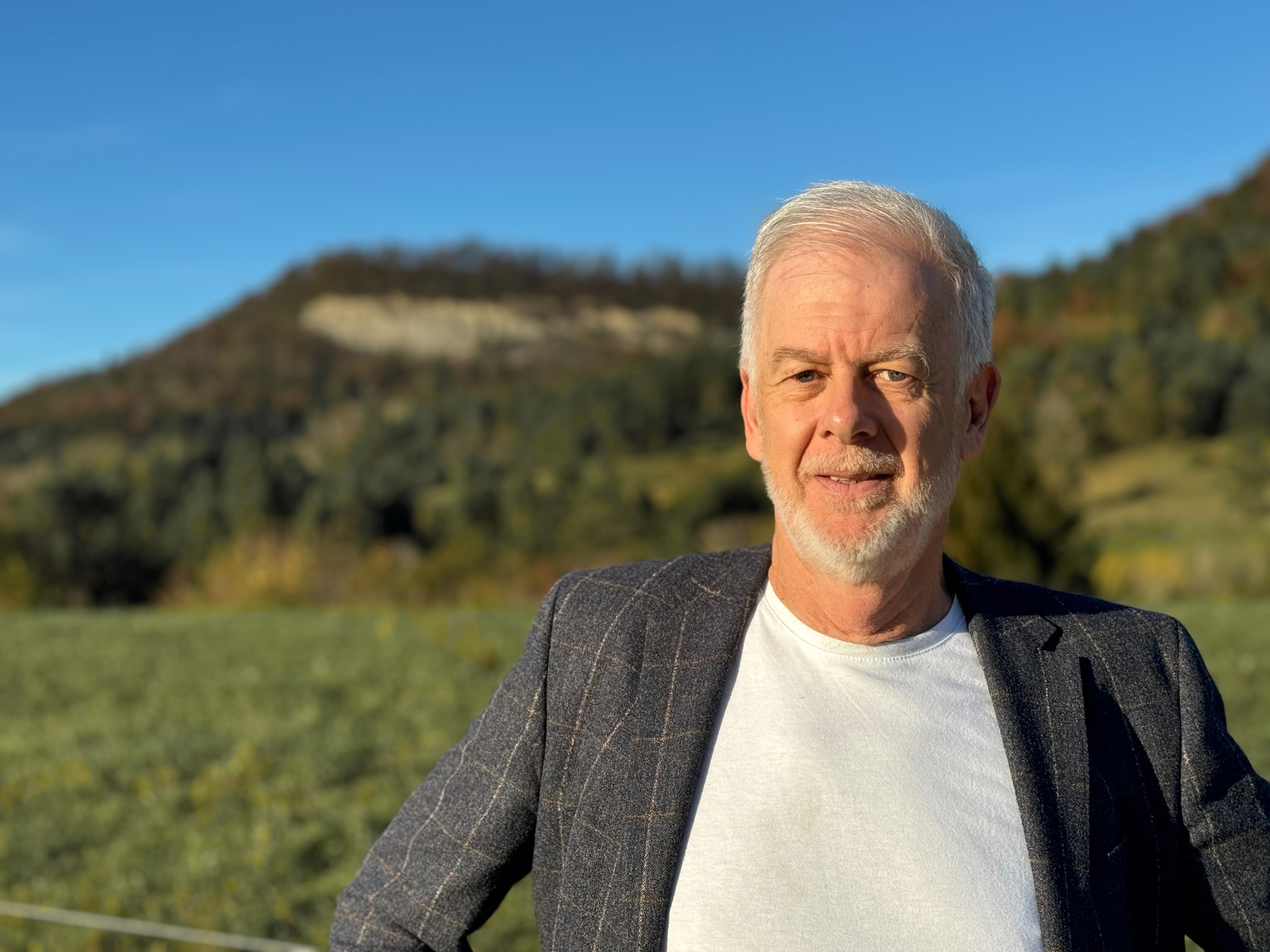
Alexander Pick (2024)

Alexander Pick (* 29. November 1959) ist ein ehemaliger baden-württembergischer Polizist. Er war von 2002 bis 2016 Leiter der Hochschule für Polizei Baden-Württemberg in Villingen-Schwenningen. 2016 kehrte er in den Vollzugsdienst zurück und war bis zum Ruhestand im Jahr 2020 Präsident des Polizeipräsidiums Reutlingen. Er ist Mitglied des Gemeinderates seiner Heimatgemeinde Jungingen im Zollernalbkreis und arbeitet heute als Autor.

## Werdegang
Nach dem Abitur am Gymnasium Hechingen trat Alexander Pick im Sommer 1978 als Kriminalanwärter beim Landeskriminalamt Baden-Württemberg in den Polizeidienst ein. Im Oktober 1984 stieg er in den gehobenen Dienst der Kriminalpolizei auf und ließ sich zum Wirtschaftskriminalisten fortbilden. Nach seinem Wechsel ins Innenministerium und seinem Abschluss des Ratslehrganges an der Polizeiführungsakademie in Münster-Hiltrup (1992) lehrte er bis 1997 Kriminalistik an der Polizeifachhochschule, der heutigen Hochschule für Polizei Baden-Württemberg. Anschließend arbeitete er bis Ende 2000 als Referent für Innenpolitik im Staatsministerium. Nach seiner Rückkehr an die Hochschule für Polizei lehrte er bis Herbst 2002 Kriminologie. Von 2002 bis 2016 leitete er diese Bildungseinrichtung als Rektor, später als Präsident. 2004 wurde er zum Professor ernannt. Unter seiner Führung durchlief die Hochschule mehrere Studienreformen, um im Zuge der Polizeireform nach Eingliederung von fünf Polizeischulen und der Polizeiakademie Freiburg zum alleinigen Bildungsträger der Polizei Baden-Württemberg aufzuwachsen. In den letzten Jahren seines Berufslebens (2016–2020) leitete Alexander Pick das Polizeipräsidium Reutlingen, dessen Zuständigkeitsbereich die Landkreise Esslingen (mit Landesflughafen und Landesmesse), Reutlingen, Tübingen und den Zollernalbkreis umfasst.                  